# Пашин Михайло Андрійович
Михайло Андрійович Пашин (1907 — ?) — український радянський діяч, інженер, директор Харківського тракторного заводу. Кандидат у члени ЦК КПУ в 1952—1954 роках. Член ЦК КПУ в 1954—1956 роках.

## Біографія
Член ВКП(б) з 1926 року. Освіта вища.
Працював інженером Горьковського автомобільного заводу, начальником виробництва Ульяновського автомобільного заводу, РРФСР.
У 1952—1954 роках — директор Харківського тракторного заводу імені Серго Орджонікідзе Харківської області.
З 1954 року — заступник міністра автомобільного, тракторного і сільськогосподарського машинобудування СРСР.
На початку 1960-х років — директор Науково-дослідного автомобільного і автомоторного інституту (НАМІ) у Москві.
Потім працював завідувачем відділу машинобудування Комітету народного контролю СРСР.

## Нагороди та відзнаки
- ордени
- медалі